# Silver Lakes Country Club
De Silver Lakes Country Club is een countryclub in Pretoria, Zuid-Afrika. De club is opgericht in 1993 en heeft een 18-holes golfbaan met een par van 72.
Naast een golfbaan, heeft de club ook een zwembad, een speelplein, twee tennis- en twee squashbanen.

## De baan
De golfbaan werd ontworpen door de golfbaanarchitect Peter Matkovich. Matkovich beplantte de fairways en de tees met kikuyugras, een tropische grassoort, en de greens met struisgras.
Voor het golfkampioenschap is de lengte van de baan voor de heren 6640 m en de course rating is 73. Sommige holes zijn omgegeven door een lokale meer, de Silver Lake.

## Golftoernooien
- Vodacom Series: 2000
- Parmalat Classic: 2003